# Cohors IX Batavorum

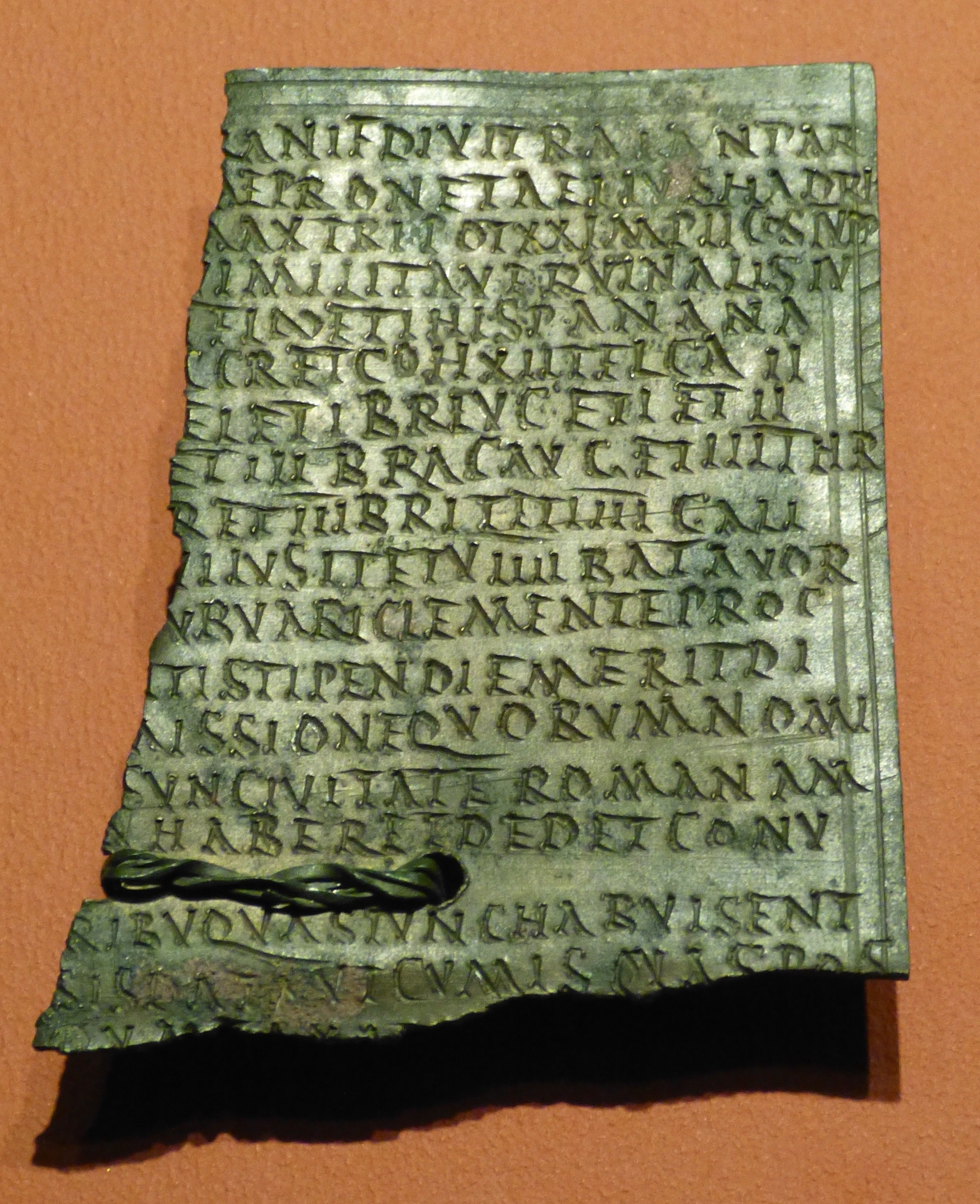
Fragment eines Militärdiploms von 156/157 n. Chr. im Gäubodenmuseum in Straubing

Die Cohors IX (oder VIIII) Batavorum [exploratorum] [milliaria] [equitata] (deutsch 9. Kohorte der Bataver [der Kundschafter] [1000 Mann] [teilberitten]) war eine römische Auxiliareinheit. Sie ist durch Militärdiplome sowie durch Inschriften belegt.

## Namensbestandteile
- Batavorum: Die Soldaten der Kohorte wurden bei Aufstellung der Einheit aus dem Volk der Bataver rekrutiert.
- exploratorum: der Kundschafter oder Späher. Der Zusatz kommt in der Inschrift (CIL 3, 11918) vor.
- milliaria: 1000 Mann. Je nachdem, ob es sich um eine Infanterie-Kohorte (Cohors milliaria peditata) oder einen gemischten Verband aus Infanterie und Kavallerie (Cohors milliaria equitata) handelt, lag die Sollstärke der Einheit entweder bei 800 oder 1040 Mann. In den Militärdiplomen wird statt milliaria das Zeichen {\displaystyle \infty } verwendet.
- equitata: teilberitten. Die Einheit war ein gemischter Verband aus Infanterie und Kavallerie. Der Zusatz kommt in der Inschrift (CIL 3, 11918) vor.

Die Einheit war eine Cohors milliaria equitata. Die Sollstärke der Einheit lag daher bei 1040 Mann, bestehend aus 10 Centurien Infanterie mit jeweils 80 Mann sowie 8 Turmae Kavallerie mit jeweils 30 Reitern.

## Geschichte
Im Anschluss an die Machtkämpfe um die Nachfolge Kaiser Neros (54–68) und der Niederschlagung des Bataveraufstandes Ende 70 n. Chr., bei dem die batavischen Hilfstruppen ein zweifelhaftes Verhalten an den Tag gelegt hatten, wurde die Einheit gemeinsam mit ihren Schwesterverbänden nach Britannia verlegt. Die Truppe lag dort zuletzt im Kastell Vindolanda. An diesem Standort ist sie durch mehrere Vindolanda-Tafeln belegt, die auf die späten 80er und frühen 90er (Periode II) sowie auf den Zeitraum von 95 bis 105 n. Chr. (Periode III) datiert werden können. Durch die Tafeln ist belegt, dass die Einheit in Periode II eine Cohors quingenaria und in Periode III eine Cohors milliaria war; d. h., in diesem Zeitraum wurde ihre Sollstärke von 480/600 auf 800/1040 Mann erhöht. Neuere Untersuchungen belegen, dass die Bataver bald nach dem 16. Juli 105 aus Vindolanda abzogen. Die Einsatzorte der nächsten Jahre sind ungewiss.
Der erste gesicherte Nachweis der Einheit in der Provinz Raetia beruht auf einem Militärdiplom, das auf 116 n. Chr. datiert ist. In dem Diplom wird die Kohorte als Teil der Truppen (siehe Römische Streitkräfte in Raetia) aufgeführt, die in Raetia stationiert waren. Weitere Militärdiplome, die auf 139/140, 140, 140/150, 147, 151/170, 153, 154/161, 156, 157, 157/161, 160, 161/163, 166 und 167/168 datiert sind, belegen die Einheit in derselben Provinz.
Ein weiteres wichtiges Dokument für die Anwesenheit der Bataver in Raetien ist ein bis 1892 an der Andreaskirche in Weißenburg vermauerter Votivaltar für Jupiter. Er nennt einen Marcus Victorius Provincialis als Truppenkommandeur (Praefectus cohortis) der Cohors IX Batavorum equitata milliaria exploratorum. Der Altar wird bis heute zumeist in die Jahre von 104 bis 106 n. Chr. datiert und gilt etlichen Forschern als schlüssiger Nachweis, dass die Truppe nach ihrem Einsatz in Britannien direkt nach Raetien kam. Im Jahr 1985 äußerte der Archäologe Claus-Michael Hüssen die Vermutung, dass die mit diesem Altar inschriftlich für Weißenburg bezeugte Cohors IX Batavorum equitata milliaria exploratorum im kurzfristig belegten Holz-Erde-Kastell auf der Breitung in Weißenburg Garnison genommen haben könnte. Dieses 3,2 Hektar große, einphasige Lager bestand laut Hüssen zwischen 98 und 110/120 n. Chr.
Letztmals erwähnt wird die Einheit mit der Bezeichnung Cohors novae Batavorum in der Notitia dignitatum unter der Leitung eines Tribuns für den Standort Batavis (Passau) als Teil der Truppen, die dem Oberkommando des Dux Raetiae primae et secundae unterstehen.

## Standorte
Standorte der Kohorte in Britannia waren:
- Vindolanda (Chesterholm): Mehrere Vindolanda-Tafeln belegen die Anwesenheit der Kohorte in Vindolanda in Periode II und III.[2] Die Tafel II/155 belegt, dass am 25. April eines unbestimmten Jahres 343 Mann zur Arbeit in einer fabrica abgestellt waren.[9] Der Zeitpunkt des Abzugs der Kohorte aus Vindolanda ist unsicher (siehe Abschnitt Unsicherheiten).

Standorte der Kohorte in Moesia superior waren möglicherweise:
- Buridava (Stolniceni): (siehe Abschnitt Unsicherheiten)

Standorte der Kohorte in Raetia waren möglicherweise:
- Batavis (Passau): Die Einheit war möglicherweise zwischen 117/125 und 254 in Batavis stationiert; außerdem wird sie in der Notitia dignitatum für diesen Standort aufgeführt.[4][10]
- Ruffenhofen: Die Einheit war möglicherweise zwischen 118/119 und 175 in Ruffenhofen stationiert.[4][10]
- Kastell Weißenburg: Die Einheit war möglicherweise zwischen 100/110 und 117/125 in Weißenburg stationiert.[4][10]
- Holzkastell Weißenburg[7][10]

## Angehörige der Kohorte
Folgende Angehörige der Kohorte sind bekannt.

### Kommandeure
Die Kommandeure standen im Range eines Präfekten oder Tribunen.
| - A. Caecilius Faustinus, ein Präfekt - Flavius Cerialis, ein Präfekt - Flavius Genialis, ein Präfekt (Tab.Vindol.I,123-125, II,217-224,263) | - M(arcus) Victorius Provincialis, ein Präfekt (CIL 3, 11918) - [Titius?] Modestus, ein Präfekt (160 n. Chr.) - Τ. Πορκιος Κορνηλιανος, ein Χειλιαρχος (bzw. T. Porcius Aelianus, um 200/250) (CIG 3,6771) |

### Offiziere und Unteroffiziere
| - Arquitttius, ein Optio (Tab.Vindol.II,129) - Candidus, ein Optio (Tab.Vindol.II,148) - Crescens, ein Centurio (Tab.Vindol.II,128) - Felicio, ein Centurio (Tab.Vindol.II,138) - Flavianus, ein Centurio (Tab.Vindol.II,172) | - Martinus, ein Decurio - Masculus, ein Decurio (Tab.Vindol.II,565) - Priscinus, ein Centurio (Tab.Vindol.II,173) - Verecundus, ein Optio (Tab.Vindol.II,173) - Vitalis, ein Decurio (Tab.Vindol.II,138) |

### Sonstige
| - Aventinus, ein Soldat (Tab.Vindol.II,172) - Buccus, ein Soldat (Tab.Vindol.II,176) - Frontinus, ein Reiter - Gannallius, ein Soldat (Tab.Vindol.II,169) - .... der Sohn des Villmo, des Helvetiers, ein Reiter (160 n. Chr.) | - Lucius, ein Soldat - Messicus, ein Soldat (Tab.Vindol.II,175) - Victor, ein Curator |

## Unsicherheiten
Entgegen den Überlegungen durch die Althistoriker Karlheinz Dietz und Karl Strobel, die davon ausgingen, die Einheit sei direkt im Ersten Dakerkrieg Trajans (101/102 n. Chr.) eingesetzt worden, hob der britische Althistoriker Anthony R. Birley hervor, dass die Kohorte erst um 105 aus Vindolanda abgezogen wurde, um die Armeen an der Donau im Zweiten Dakerkrieg zu verstärken. Nach Alan K. Bowman und David Thomas soll es unsicher sein, wann die Einheit Britannien verließ. Die beiden Althistoriker verließen sich bei dieser Aussage auf die Richtigkeit der Datierung von zwei Ziegelstempeln aus der Provinz Moesia superior, die auf 102/106 n. Chr. lauten sollen.
Diese älteren Untersuchungen wurden inzwischen teilweise überholt. Anthony R. Birley stellte 2002 fest, dass die Kohorte bald nach dem 16. Juli 105 abzog. Auf diese Aussage stützte auch Bernd Steidl seine 2016 vorgestellten Überlegungen. Eindeutige Zeugnisse, wohin die Truppe von Britannien aus ging, fehlen jedoch bis heute. Die spätere Zeit in Raetien ab 116 n. Chr. ist hingegen wieder gesichert. Der Archäologe und Historiker Dimitrie Tudor (1908–1982) ergänzte zwei Ziegelstempel, die im rumänischen Bîrsești beziehungsweise am Kastell Stolniceni am Fuße der Südkarpaten zu Tage kamen als C(ohors)·IX[B(atavorum)] (retro) und [C(ohors)] IX B(atavorum) (retro). und datierte sie auf 102/106 n. Chr. John Spaul gab in diesem Sinne als Standort der Truppe im 3. Jahrhundert Buridava (Stolniceni) an. Dietz übernahm nach einer ausführlichen Prüfung Tudors Lesart und kam zu demselben Ergebnis wie dieser. Dem widersprach jedoch der Epigraphiker Florian Matei-Popescu im Jahr 2005. Nach seinen Ergebnissen sollen die Bataver von Britannien aus unmittelbar nach Raetien versetzt worden und dort geblieben sein. Er stellte bei seiner Untersuchung fest, dass auf dem in Stolniceni gefundenen Ziegelstempel nur ein C I ausreichend erhalten sei, so dass auch andere Zuordnungen möglich sind. Ein in Bîrsești gefundener Ziegel mit dem Stempel CORSMB könne auch der  Cohors I Nerviana Augusta milliaria Brittonum zugeordnet werden. Der Archäologe Farkas István Gergő folgte diesbezüglich Matei-Popescu und hielt es ebenfalls für wahrscheinlicher, dass die Kohorte von Britannien aus direkt nach Raetien verlegt worden sei.
Bereits 2002 hatte Massimo Biancardi eine etwas abweichende Auffassung vertreten, nach der die Kohorte zwar zunächst nach Raetien kam, dann aber aus dem Truppenkörper eine Vexillation ausgekoppelt wurde, um in Moesia inferior eingesetzt zu werden. Zuletzt sei dann auch die Resttruppe nach Moesia inferior verschoben worden. Steidl sah Biancardis Auffassung als problematisch an, da schon die kurze Zeitspanne gegen einen Aufenthalt in Raetien sprach. Die Truppe wäre frühestens im August 105 in Raetien eingetroffen und wird im Weißenburger Diplom vom 30. Juni 107 bereits nicht mehr erwähnt. Bemerkenswert in diesem Zusammenhang ist der bereits oben genannte Jupiter-Altar aus Weißenburg, der die Truppe namentlich nennt.
Laut Steidl sei zudem zu überlegen, warum diese Spezialeinheit nach der sorgfältig geplanten und längst begonnenen Offensive in Dakien noch verspätet an die Front geschickt hätte werden sollen. Wie Matei-Popescu 2005 darlegte, können heute die beiden umstrittenen Ziegelstempel, deren Lesung am Original offenbar nicht mehr möglich ist, nicht mehr überprüft werden. Bisher ist eine Klärung der Frage, wohin die Truppe unmittelbar nach ihrem Einsatz in Britannien verschickt wurde, unmöglich.